# Extra (jornal)
Extra é um jornal brasileiro, da cidade do Rio de Janeiro. Fundado em abril de 1998 pela Infoglobo (também com O Globo).

## Prêmios

### Prêmio ExxonMobil de Jornalismo(Esso)
| Esso de Fotografia | Esso de Fotografia | Esso de Fotografia               | Esso de Fotografia |
| Ano                | Autor              | Obra                             | Resultado          |
| ------------------ | ------------------ | -------------------------------- | ------------------ |
| 2002               | Wânia Correndo     | "Execução em uma rua de Benfica" | Venceu             |

| Esso de Reportagem | Esso de Reportagem | Esso de Reportagem  | Esso de Reportagem |
| Ano                | Autor              | Obra                | Resultado          |
| ------------------ | ------------------ | ------------------- | ------------------ |
| 2005               | Fábio Gusmão       | "Janela Indiscreta" | Venceu             |
| 2006               | Eduardo Auler      | "Adeus, Futuro"     | Venceu             |

| Esso Especial de Primeira Página | Esso Especial de Primeira Página                 | Esso Especial de Primeira Página                                              | Esso Especial de Primeira Página |
| Ano                              | Autor                                            | Obra                                                                          | Resultado                        |
| -------------------------------- | ------------------------------------------------ | ----------------------------------------------------------------------------- | -------------------------------- |
| 2006                             | Luiz Vieira Junior, Marlon Brum e Octávio Guedes | "Eles São Sem-terra, Sem Respeito, Sem Educação e Sem Vergonha"               | Venceu                           |
| 2007                             | Luiz Vieira Junior, Marlon Brum e Octávio Guedes | "Autoridades já Fizeram baté Piada com a Crise Aérea, e quem Chora Somos Nós" | Venceu                           |

| Esso de Regional Sudeste | Esso de Regional Sudeste | Esso de Regional Sudeste | Esso de Regional Sudeste |
| Ano                      | Autor                    | Obra                     | Resultado                |
| ------------------------ | ------------------------ | ------------------------ | ------------------------ |
| 2010                     | Letícia Vieira           | "A Escola como Ela É"    | Venceu                   |

### Prêmio Vladimir Herzog
| Menção Honrosa do Prêmio Vladimir Herzog por Fotografia | Menção Honrosa do Prêmio Vladimir Herzog por Fotografia | Menção Honrosa do Prêmio Vladimir Herzog por Fotografia | Menção Honrosa do Prêmio Vladimir Herzog por Fotografia |
| Ano                                                     | Obra                                                    | Autor                                                   | Resultado                                               |
| ------------------------------------------------------- | ------------------------------------------------------- | ------------------------------------------------------- | ------------------------------------------------------- |
| 2004                                                    | "Garimpo contra a fome"                                 | Wania Cristina Corredo                                  | Venceu                                                  |

| Prêmio Vladimir Herzog de Artes | Prêmio Vladimir Herzog de Artes | Prêmio Vladimir Herzog de Artes | Prêmio Vladimir Herzog de Artes |
| Ano                             | Obra                            | Autor                           | Resultado                       |
| ------------------------------- | ------------------------------- | ------------------------------- | ------------------------------- |
| 2003                            | Charge "Sem Teto"               | Leonardo Rodrigues Neto Lopes   | Venceu                          |

Outros
- 2019: ganhou o Prêmio Patrícia Acioli pela série de reportagens "A Invasão"[10]